# Pastel de nata
Pastel de nata é uma popular especialidade da doçaria portuguesa, de inspiração conventual. Terá sido criado por monges no Mosteiro dos Jerónimos e possui origem certificada. A receita original é denominada Pastel de Belém, produzida exclusivamente na Fábrica dos Pastéis de Belém, em Lisboa, e tem como base ingredientes como ovo, leite, açúcar, limão e canela.
A receita ganhou diversas versões em Portugal em outros países e territórios, como Brasil, Macau, Hong Kong, Singapura e Taiwan, sendo difundida globalmente.
Em 2011, o Pastel de Belém foi eleito uma das 7 Maravilhas da Gastronomia de Portugal. Em 2023, as duas principais versões do doce lideravam o ranking de avaliações na seção "pastelaria" do site TasteAtlas.

## Historial

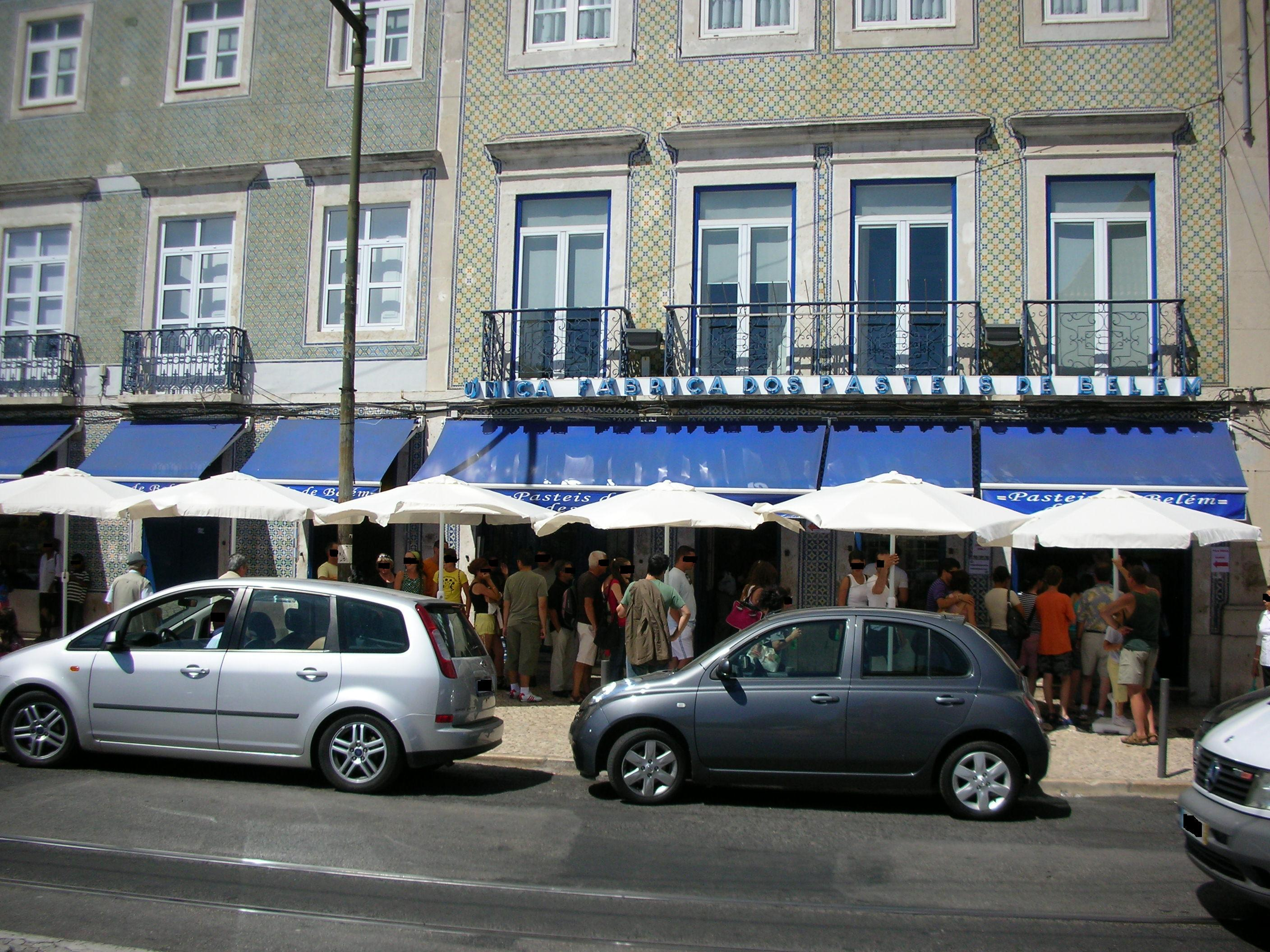
Fábrica dos pastéis de Belém, Lisboa 2007

Segundo informação prestada ao jornal "O Globo de Lisboa" de 8 de julho de 1983 por João Manuel Ramalho Pereira, sócio da pastelaria naquela época, citada pelo diplomata brasileiro Dário Moreira de Castro Alves, na sua obra "Era Lisboa e Chovia", o negócio teria sido fundado em 1837 por Domingos Rafael Alves, comerciante e mestre confeiteiro, que tendo montado no Brasil um negócio de extração de açúcar, teria tido que voltar para Portugal por motivos de saúde da sua mulher. O comerciante teria fundado uma refinaria de açúcar onde hoje está loja dos pastéis de Belém, tendo para isso contratado um antigo cozinheiro dos frades Jerónimos, extintos em 1834 após a revolução liberal de 1820, e consequente extinção das ordens religiosas. O cozinheiro teria trazido com ele o segredo dos pastéis, que passaram a ser confeccionados e vendidos naquele local a partir de 1837. Efetivamente documenta-se um Domingos Rafael Alves, morador na freguesia de Belém, que em 1841 faz uma avultada doação de 1$200 reis por ocasião das grandes cheias do Tejo que naquele ano assolaram a região do Ribatejo. No entanto, o primeiro indício documental relacionado à fábrica dos pastéis  apenas surge em 1879, quando Domingos Rafael Alves compra, por escritura, o segredo da receita a José Vicente da Silva Pinto, seu afilhado, pelo preco de 100$000 reis. A fábrica passou depois para o seu filho Mário Benjamim Ramos Alves, que em 1920 a trespassou a uma sociedade. Nos anos 1940, Leonilde Clarinha, antepassada dos actuais proprietários, herdou o negócio do sogro, passando a administrá-lo com o marido.
Desde 2009, o concurso "O Melhor Pastel de Nata" elege a melhor versão do tradicional doce entre as versões produzidas pelas confeitarias, pastelarias, cafés e restaurantes da Área Metropolitana de Lisboa. Em 2023, a Confeitaria Glória, localizada em Amadora, foi a campeã.

## Receita
Um pastel de nata é tipicamente feito com leite, limão, canela, açúcar, ovos e massa folhada. Dependendo da receita, pode trocar-se o leite por natas, juntar farinha ou amido ou adicionar outros aromas. Começa-se por criar uma infusão com o leite e ovos, de forma a criar um creme. Este é levado a formas individuais forradas de massa folhada e vai tudo a um forno extremamente quente, de forma a cozinhar rapidamente e criar a característica crosta preta, creme suave e massa crocante.

## Difusão

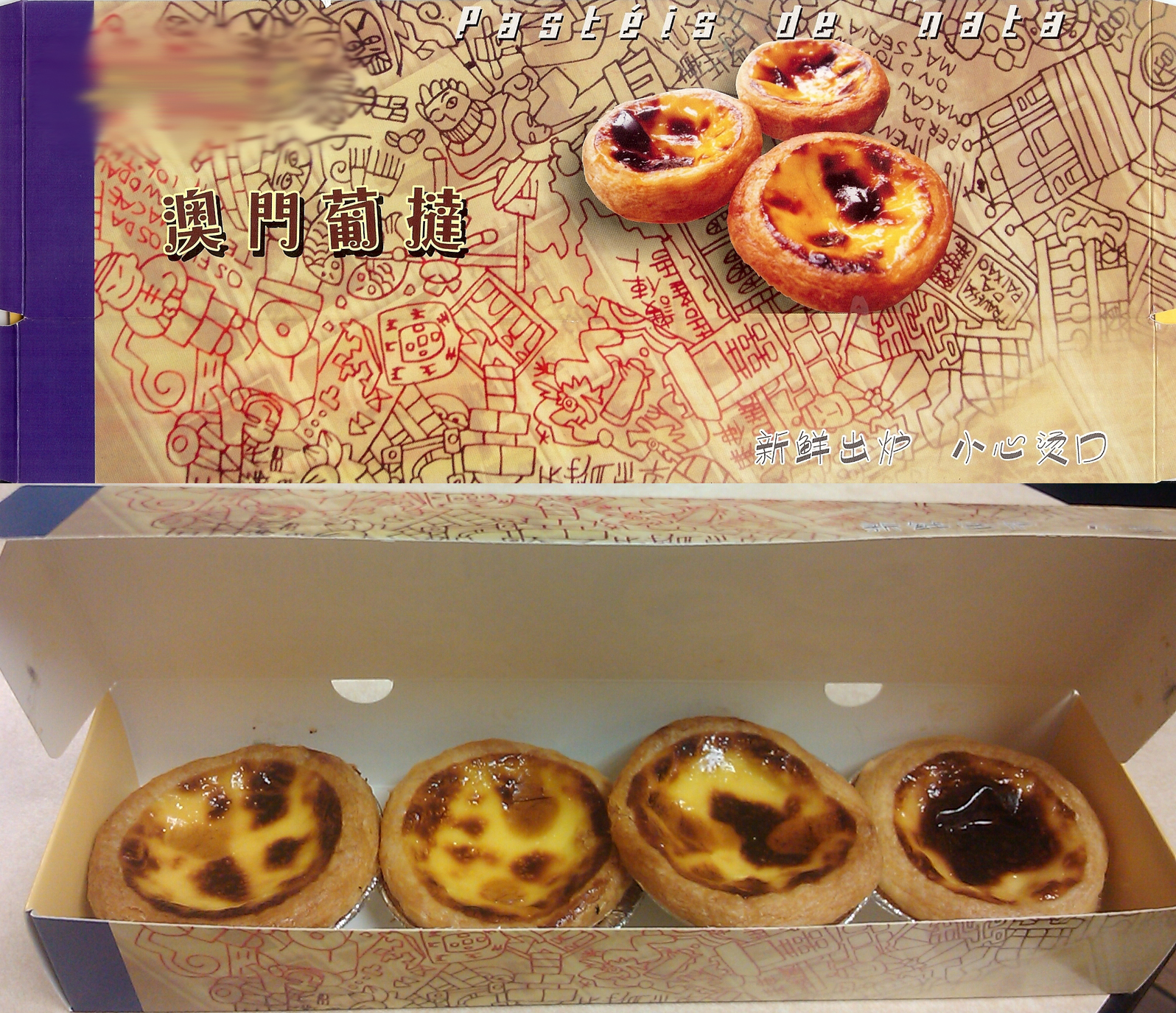
Pastéis de Nata de uma das inúmeras pastelarias especializadas nos 蛋挞 em Guangzhou (Cantão) China

Como um doce português, o pastel de nata é também bastante comum no Brasil. Os pastéis de nata são muito populares na China, onde chegaram através de Macau, no tempo da presença portuguesa. Em chinês são chamados "dan ta" (蛋挞), significando "pastel de ovo". Empresas de fast food incluíram os "dan ta" na sua oferta de sobremesas, fazendo com que, desde finais da década de 1990, seja possível saborear pastéis de nata em países asiáticos, como o Camboja, Singapura, Malásia, Hong Kong e Taiwan.